# Wiener Medizinische Wochenschrift
Die Wiener Medizinische Wochenschrift erschien als „offizielles Organ des Wissenschaftlichen Vereines der Ärzte in Steiermark, der Medizinischen Gesellschaft für Oberösterreich, der Gesellschaft der Gutachter-Ärzte Österreichs [u. a.]“ von 1851 bis Oktober 1944. Die Zeitschrift ist anfangs im Verlag Ludwig Wilhelm Seidel, später bei Moritz Perles sowie im Verlag Brüder Hollinek erschienen. Zu Beginn wurde sie von Leopold Wittelshöfer (1818–1889), später von Adolf Kronfeld herausgegeben. Ab Februar 1945 erschien als Nachfolger die Medizinische Wochenschrift. 
Einer der Mitbegründer im Jahr 1851 war der Sozialhygieniker und Polizeiarzt Andreas Witlacil (1817–1905).